# Carpoapseudes menziesi
Carpoapseudes menziesi is een naaldkreeftjessoort uit de familie van de Apseudidae. De wetenschappelijke naam van de soort is voor het eerst geldig gepubliceerd in 1975 door Gutu.